# Механічна принцеса
«Механічна принцеса» (англ. Clockwork Princess) — фентезійний роман 2013 року, написаний молодою письменницею Кассандрою Клер. Це третя й остання частина трилогії «Пекельні механізми» після першої книги «Механічний янгол» і другої книги «Механічний принц». Вона написана від третьої особи з точки зору головної героїні, Тесси Ґрей, яка мешкає в Лондонському інституті Мисливців за тінями. Ця остання частина розповідає про те, як Тесса та її друзі зіткнулися з головним антагоністом серії, Магістром (також відомим як Аксель Мортмейн), який планує повністю знищити расу Мисливців за тінями.

## Сюжет
Через два місяці після подій попередньої книги Тесса Ґрей готується до весілля з Джемом Карстерсом. Ґабріель Лайтвуд прибуває в Інститут і просить допомоги в догляді за своїм батьком Бенедиктом, демонська віспа якого перетворила його на хробака, убивши слуг Лайтвуд і Руперта Блекторна, чоловіка його доньки Тетяни. Зрештою Ґабріелю та його брату Ґідеону не залишається нічого іншого, як убити свого батька, створюючи розрив між братами та Тетяною. Габріель переїжджає до Лондонського інституту та розвиває стосунки з сестрою Вілла Герондейла, Сесілі, яка також оселилася в інституті після того, як не змогла переконати Вілла повернутися додому, до великого роздратування Вілла.
Джем занедужує швидше, і Вілл розуміє, що прийняв незвично велику дозу інь-фена, щоб бути сильнішим до весілля. Однак Аксель Мортмейн скупив усі лондонські запаси інь-фена, бажаючи шантажувати Інститут, щоб видати Тессу в обмін на препарат. Джем відмовляється навіть розглядати цю пропозицію і переконує Тессу зробити те саме, тож вони вирішують перенести дату весілля на більш ранній термін. Тим часом консул Джосайя Вейланд, дедалі більше розчарований відмовою Шарлотти Бренвелл бути його ручною собачкою, намагається переконати Ґідеона і Ґабріеля зрадити її в обмін на відновлення честі Лайтвудів. Ґідеон непохитно відмовляється, а Ґабріелю доводиться деякий час повагатися, перш ніж він нарешті вирішує стати на бік Шарлотти.
Після випробувань у «Тихому місті» Джессамін Лавлейс відправляють назад до Лондонського інституту. У день її прибуття автомати і місіс Блек нападають на Інститут і смертельно ранять Джессі, а потім забирають Тессу. Перед смертю вона залишає Віллу і Сесілі підказки про те, куди Мортмейн везе Тессу: Кадер Ідріс. Від хвороби Джем втрачає свідомість і дізнається про нерозділене кохання Вілла до Тесси, після чого просить врятувати її замість себе. Поки Вілл їде, він відчуває, що його парабатайський зв'язок з Джемом розірваний, і розуміє, що Джема більше немає. Повернувшись до інституту, Шарлотта намагається згуртувати Анклав на свою підтримку, і їй вдається лише зібрати Софі, Сесілі, Ґідеона, Ґабріеля, Магнуса Бейна та трьох Мовчазних Братів для місії, щоб зупинити Мортмейна. Генрі і Магнус створюють пристрій, здатний переміщати людей на великі відстані, який називають Порталом. Тим часом Вейланд збирає Конклав на екстрені збори, щоб скинути Шарлотту, але автомати нападають на них і вбивають його та Алоїзіуса Старквезера.
Дорогою до Вельсу Тесса ненадовго звільняється від місіс Блек, яка тепер є безтілесною головою, прикріпленою до тіла автомата, і виявляє, що в її кулоні з механічним янгелом міститься сутність янгела Ітуріеля. Після прибуття в Кадейр Ідріс Тесса змушена перевтілитися в Джона Шейда і навчити Мортмейна створювати автомати, здатні живитися демонічними духами і несприйнятливі до зброї нефілімів. Мортмейн повідомляє, що Тесса народилася від батька Великого Демона і матері Мисливця на Тіні, що зазвичай неможливо, оскільки діти демонів-нефілімів зазвичай народжуються мертвими через Мітки. Помінявши Елізабет Грей з Адель Старкветер, онукою Алоїзія, яка померла в дитинстві, «Елізабет» виросла Сутінковим Мисливцем без мітки. Додатково надавши Елізабет захист Ітуріеля, Тесса могла бути доставлена живою. Мортмейн влаштував так, що Тесса започаткувала нову расу гібридів демонів і нефілімів. Вілл возз'єднується з Тесою та досягає з нею неперевершеного — і в процесі цього Вілл отримує зіркоподібну мітку на шкірі в тому місці, де він торкався кулона Тесси з механічним янгелом на шиї (мітку, яку можна побачити у майбутніх поколінь чоловіків-герондалів у Хроніках Сутінкових Мисливців, а також на інших, кого торкався янгол, таких як Клері Фрей/Фейрчайлд). Вілл і Тесса зустрічаються з Шарлоттою та іншими і починають битися з автоматами Мортмейна, на свій подив дізнавшись, що один з Мовчазних Братів, Брат Захарія, — це Джем. Генрі важко поранений і залишається паралізованим, навіть після того, як Магнус успішно його врятувала. Коли Тессу ось-ось схопить Мортмейн, вона перетворюється на самого Ітуріеля (янгола з механічного кулона Тесси) і спалює Мортмейна, після чого на кілька днів втрачає свідомість.
Після її одужання Джем, тепер брат Захарія, відвідує Тессу і обіцяє щороку зустрічатися з нею на годину на мосту Блекфрайерс, перш ніж відправитися в Тихе місто. Шарлотті пропонують роботу консула, і вона планує навчити Вілла, щоб стати її наступником на посаді голови Лондонського інституту. Ґідеон робить пропозицію Софі та супроводжує її, коли вона проходить Вознесіння, щоб стати мисливицею за тінями. Під час святкування Різдва того ж року Магнус їде до Нового Світу і змушує Вілла пообіцяти знайти своє щастя. Після розмови з привидом Джессамін Вілл робить пропозицію Тессі, яка погоджується. Згодом Вілл і Сесілі знайомлять Тессу і Ґабріеля, відповідно, зі своїми батьками.
У наступні роки Тесса виходить заміж за Вілла і народжує сина Джеймса, названого на честь Джема. Однак вона не старіє разом з ним і повинна спостерігати, як Генрі та Ґідеон помирають, перш ніж 1937 року до них доєднається Вілл. Після цього Тесса назавжди залишає сім'ю, не в змозі більше бачити, як вмирають її близькі, і стає мандрівницею, хоча вона щороку продовжує підтримувати зв'язок із Джемом, здалеку вистежуючи своїх нащадків. У 2008 році, через більше ніж сімдесят років після смерті Вілла, Тесса вражена, побачивши, що Джем більше не є Мовчазним Братом завдяки повороту подій. Хоча вона боїться знову побачити, як він старіє, вона все ж хоче знову подорожувати світом з ним.

## Поширення

### Відгуки
Роман отримав схвальні відгуки різних критиків. Він посів перше місце в списку бестселерів Publishers Weekly, продавши понад 68 000 примірників протягом першого тижня за даними Nielson BookScan. Брейя Бріссі з Entertainment Weekly поставила роману п'ятірку, назвавши його «найкращим починанням Клер на сьогодні». Бріссі також стверджує, що вона «так само захоплююча, як і — і чи наважимося ми сказати — краща за? — оригінальна франшиза Клер», маючи на увазі першу серію «Хронік мисливця на тіней», «Знаряддя смерті». The Guardian: Рецензент дитячої книги дякує Клер у своїй статті, стверджуючи, що книга зробила їх «більш ніж щасливими і задоволеними». «Механічна принцеса» дебютувала під номером 1 у списку бестселерів Wall Street Journal.
«Механічна принцеса» також була фіналістом нагороди Children's & Teen Choice Book Awards від The Children's Book Council. Роман має оцінку 4,55/5 зірок на Goodreads із понад 371 000 відгуками шанувальників станом на травень 2021 року.

### Промоція
Саллі Лодж з Publishers Weekly пише про те, як Клер використовує соціальні мережі для реклами свого нового роману. Клер опублікувала в Твіттері посилання, відкриваючи перший розділ книги. Після оприлюднення розділу шанувальники взяли участь у розкритті обкладинки книги, накопичивши понад 30 000 твітів протягом двох годин. Мало-помалу обкладинка історії була відкрита світові. Енн Зафіан, віцепрезидентка і заступниця видавця видавництва Simon and Schuster Children's Publishing, зазначає: «Ми завжди намагаємося принести щось нове, рекламуючи книги Кессі… Оскільки вона має такі хороші навички спілкування в Інтернеті та соціальних мереж, це було Чудово, що завдяки кампанії у Twitter перший розділ можна було оприлюднити в усьому світі одночасно». Клер також сказала, що вона була «в захваті» від відповіді своїх підписників і була вдячна за можливість бачити реакцію та теорії кожного під час читання.
Інші маркетингові заходи для роману включали випуск програми Clare's Shadowhunters для Apple і Android, яка була запущена на початку лютого 2013 року та дала змогу вперше поглянути на пролог книги. Трейлер "Механічної принцес " було оприлюднено в блозі журналу Entertainment Weekly Shelf Life 21 лютого.

## Історія видання
«Механічна принцеса» вперше була випущена в Сполучених Штатах 19 березня 2013 року та опублікована Margaret K. McElderry Books (Simon and Schuster Publishing).

### Продажі
Книга розійшлася тиражем понад 68 000 примірників протягом першого тижня після виходу. Серія «Пекельні механізми» мала глобальний тираж у шість мільйонів примірників, а «Механічна принцеса» на момент її випуску було надруковано один мільйон примірників.

## Екранізація
Кассандра Клер підтвердила на своєму веб-сайті, що серіал «Пекельні механізми» був обраний як фільм тими ж людьми, які вибрали фільм «Знаряддя смерті: Місто кісток», Constantin Film. У 2019 році він був на ранніх стадіях розробки.

## Видання в Україні
Український переклад книги готується до публікації видаництвом «РМ» 2025 року. Переклад з англійської Ірини Кобилінської.